# تخطيط التحجم القضيبي
تخطيط تحجّم القضيب (اختصارًا PPG) هو قياس تدفق الدم إلى القضيب، ويُستخدَم عوضًا عن قياس الإثارة الجنسية عادةً. تتضمن الطرائق الأكثر شيوعًا لإجراء تخطيط تحجم القضيب قياس محيط القضيب باستخدام مقياس ضغط الزئبق المطاطي أو مقياس الانفعال الكهربائي الميكانيكي، أو قياس حجم القضيب باستخدام أسطوانة محكمة الإغلاق وكُفَّة قابلة للنفخ في قاعدة القضيب. تقيس أجهزة قياس التحجّم في الجسم الكهفي للقضيب تغيرات الاستجابة للتحفيز الكهربائي أثناء العمليات الجراحية. اخترع كورت فروند الطريقة الحجمية وتعتبر حساسة وخاصة عند مستويات الإثارة المنخفضة. تُستخدم مقاييس المحيط الأسهل على نطاق واسع، ومع ذلك، فهي أكثر شيوعًا في الدراسات التي تستخدم محفزات مثل الأفلام المثيرة. الجهاز المقابل في النساء هو مخطط التحجّم الضوئي المهبلي.
يُستخدَم في العادة بالنسبة لمرتكبي الجرائم الجنسية، لتحديد مستوى الإثارة الجنسية إذ يتعرض الشخص لمحتوى جنسي إيحائي، مثل الصور أو الأفلام أو تسجيلات الصوت، على الرغم من أن البعض قد جادل بأن قياس القضيب ليس مناسب دائمًا لتقييم التفضيلات الجنسية أو تأثيرات العلاج. أظهرت مراجعة تحليل تلوي واسعة النطاق للتقارير العلمية عام 1998 أن استجابة مقياس القضيب للمنبهات التي تظهر أطفال، على الرغم من دقة 32% فقط، كانت تتمتع بدقة أعلى من طرائق تحديد مرتكبي الجرائم الجنسية الذين سوف يرتكبون جرائم جنسية جديدة.
بالنسبة لجراحة استئصال البروستات مع استبقاء الأعصاب، يطبّق الجراح تحفيزًا كهربائيًا خفيفًا بالقرب من أعصاب الجسم الكهفي للقضيب للتحقق من مواقعها وتجنّب الرض الجراحي. يمكن أن يؤدّي تلف هذه الأعصاب التي يصعب رؤيتها إلى ضعف الانتصاب. بعد انتهاء الجراحة، تكون نتيجة التحفيز الكهربائي لمخطط تحجم القضيب بمثابة مآل يساعد على تدبير نتائج وظيفة الانتصاب في وقت أبكر من الأشهر العديدة اللازمة للشفاء.

## الأنواع
يوجد نوعين لتخطيط تحجم القضيب:
- غرفة هوائية لقياس الحجم:

يُوضَع على القضيب المدروس، ويُقاس الهواء المُزاح بزيادة الانتفاخ.
- المبدل المحيطي:

يستخدم مقياس ضغط الزئبق المطاطي أو حلقة الإنديوم/الغاليوم المطاطية أو مقياس الانفعال الكهربائي الميكانيكي ويُوضَع حول قضيب المدروس لقياس تغير المحيط.
النوع المحيطي أكثر شيوعًا، ولكن يُعتقَد أن الطريقة الحجمية أكثر دقة في مستويات الإثارة المنخفضة.
من بين الموردين المهمين لأجهزة تخطيط تحجّم القضيب شركة Behavioral Technology Inc وMedical Monitoring Systems. من المعروف أن الجهاز يُستخدَم في كل من البرازيل وبريطانيا وكندا والصين وجمهورية التشيك وهونغ كونغ ونيوزيلندا والنرويج وجمهورية سلوفاكيا وإسبانيا والولايات المتحدة.
توفر شركة Blue Torch Medical Technology Inc الآلة الجراحية باسم CaverMap.
يوجد إجراء مشابه تقريبًا للنساء، وهو تخطيط تحجم المهبل بالتصوير، يقيس تدفق الدم عبر جدران المهبل، ويزعم الباحثون أنه يزداد أثناء الإثارة الجنسية.

## المنهجيات
يمكن أن تختلف الإجراءات الدقيقة، ولكن في إحدى الدراسات، كان مرتكب الجرائم الجنسية ذكر يبلغ من العمر سبعة عشر عامًا، زُوِّد في بداية كل جلسة يومية بمقياس إجهاد باركس ميديكال إلكترونيكس متصل بقضيبه وتمّ ارتداؤه تحت السراويل والملابس الداخلية. جرت معايرة الجهاز سابقًا بقياسات من قضيبه في حالته العادية وعند الانتصاب الكامل وتم التحقق أيضًا أثناء الاستمناء. وُصِلَ هذا الجهاز بمعالج مجهري ومجموعة بطاريات ومضخم لقياس الانفعال، وحفظت جميعها بصورة خفية في حقيبة تربط حول الخصر، ونُقِلَ يوميًا إلى حرم الكلية لجلسات متعددة لتقييم انجذابه الجنسي للنساء والرجال، الذين كانوا على بعد نحو 30-100 قدم منه. طُلب منه أثناء بقائه في سيارة متوقفة، التركيز على امرأة معينة أو رجل معين في المكان، وتخيل نفسه يمارس الجنس معه/معها، والسماح لنفسه بالاستثارة الجنسية إن كان ينجذب كثيرًا. ثم قاس الجهاز نسبة الانتصاب الكامل الذي حققه. تكررت هذه العملية على مدار أربعة وعشرين يومًا، وأظهرت النتائج انجذاب نحو النساء بمستوى أكبر، لا سيما عندما كان طاقم البحث غائبًا بتروٍ.

## التاريخ
طُوِّرَ قياس الحجم الأصلي خلال خمسينيات القرن العشرين من قبل كورت فروند في تشيكوسلوفاكيا آنذاك. كتب فروند لاحقًا: «في أوائل الخمسينيات من القرن العشرين، كان التعامل مع المثليين جريمة في تشيكوسلوفاكيا. كنت بالطبع أعارض هذا الإجراء، لكنني ما زلت أعتقد، كما فعل زملائي في المستشفى الجامعي للأمراض النفسية في براغ حيث كنت أعمل، أن كانت المثلية الجنسية اضطراب عصبي وظيفي مكتسب بعد تجربة». ثمّ طوّر قياس القضيب ليحل محل طرق التحليل النفسي للتقييم «لأنه تبيّن أن التحليل النفسي فاشل، وغير قابل للاستخدام عمليًا كأداة للتشخيص الفردي أو لغرض البحث... عندما بدأ قياس القضيب في الظهور بمثابة اختبار إثارة الشهوة الجنسية والتفضيلات العمرية، بدأنا استخدامه بصورة أساسية لاختبار البيدوفيليا، أي تحديد البالغين الذين لديهم ولع جنسي بالأطفال».
كُلِّفَ فروند من قبل الحكومة الشيوعية في تشيكوسلوفاكيا بعد الحرب العالمية الثانية، بمهمة تحديد من بين المجندين العسكريين الرجال الذين أعلنوا زورًا أنهم مثليو الجنس لتجنّب التجنيد. «طوّر فورند عام 1957 أول جهاز يقيس التغيرات في حجم القضيب... للتمييز بين الذكور من مغايري الجنس ومثليي الجنس في الجيش التشيكوسلوفاكي». عندما هرب فروند من أوروبا إلى كندا، كان قادرًا على متابعة بحثه باستخدام مقياس القضيب لتقييم مرتكبي الجرائم الجنسية. كان العديد من علماء الجنس في ذلك الوقت، بمن فيهم جون بانكروفت، وألبرت إليس، وويليام ماسترز من معهد ماسترز وجونسون، يحاولون تطوير أساليب لتغيير الرجال المثليين إلى رجال مغايري الجنس. أظهر قياس القضيب أن مثل هذه الأساليب كانت فاشلة، كان فروند من بين أول علماء الجنس الذين أعلنوا أن مثل هذه المحاولات كانت غير أخلاقية. أُلغِيَ تجريم المثلية الجنسية في تشيكوسلوفاكيا في عام 1961، استنادًا إلى دراسات فرويند بصورة أساسية.

## الموثوقية والمصداقية
ذكر الدليل التشخيصي الإحصائي للاضطرابات العقلية (الإصدار الرابع) الصادر عن الجمعية الأمريكية للأطباء النفسيين عام 1994: «أن تخطيط تحجم القضيب استُخدِمَ في إعداد البحث لتقييم أشكال مختلفة من البارافيليا (الخطل الجنسي) عن طريق قياس الاستثارة الجنسية للفرد استجابة للمنبهات البصرية والسمعية. لم تُثبَت موثوقية ومصداقية هذا الإجراء في التقييم السريري جيدًا، وتشير الخبرة السريرية إلى أنه يمكن للأفراد محاكاة الاستجابة عن طريق التلاعب بالتصوّرات العقلية». في المقابل، يوفّر التحليل التلوي الأخير لعام 2017 دعمًا لمصداقية اختبار قياس القضيب لاستخدامه في قياس الاهتمامات الجنسية لدى الأطفال عبر 37 عينة و 6785 فردًا.
في عام 1998، نشر هانسون وبوزيير تحليلًا تلويًا شاملًا لواحد وستين تقريرًا علميًا حول التنبؤ بالجرائم الجنسية التي شملت أكثر من 40,000 حالة فردية. وتأكدوا أنه من بين جميع الطرائق التي جُرِّبَت وأُبلِغَ عنها، كانت استجابات تخطيط تحجم القضيب للمحتوى الذي يصوّر الأطفال هي المؤشر الوحيد الأكثر دقة للتنبؤ بالجريمة الجنسية عبر 7 دراسات تضمنت بيانات من اختبار قياس القضيب. كرّر تحليل تلوي آخر في عام 2005 شمل 13 دراسة و2180 حالة فردية، النتيجة ذاتها والتي مفادها أن استجابات مقياس القضيب تجاه الأطفال كانت مؤشرًا قويًا على إعادة الاعتداء الجنسي.
أُجرِيَ تحليل تلوي عام 2017 وتضمن 16 عينة و2709 شخص من مرتكبي الجرائم الجنسية وأظهر نتيجة مطابقة للتحليل السابق مع توسيع النتائج التي تفيد بأن استجابة مقياس القضيب للأطفال هي مؤشر على إعادة الاعتداء الجنسي. امتد هذا التحليل التلوي إلى البحث التحليلي التلوي السابق من خلال إظهار استجابة مقياس القضيب لكل من المنبهات الجنسية الذكرية والأنثوية من الذكور والإناث التي تتنبأ بإعادة الاعتداء الجنسي. علاوةً على ذلك، أظهر هذا التحليل التلوي أن اختبار قياس القضيب يتنبأ بإعادة الاعتداء الجنسي في مجموعات فرعية متميزة من مرتكبي الجرائم الجنسية ضد الأطفال.